# 袋井市立浅羽中学校
袋井市立浅羽中学校（ふくろいしりつ あさばちゅうがっこう）は、静岡県袋井市にある公立中学校。地元の人には、「浅中（あさちゅう）」と呼ばれている。

## 校訓
「気迫」・「友愛」・「責任」
自己有用感の育成を目標と掲げている。自分から。をテーマとし、校門の前にある青春の群像のように、多くの輝かしい成績を諸活動や、部活動大会、演奏会、美術展などで発揮している。
また、学習面では、英語スピーチや、磐周文集、理科自由研究なども賞に入る生徒がおり、文化発表会にて発表される。

## 制服
- 男子：詰襟学生服
- 女子：セーラー服
- 校内生活：ジャージ

## 学校行事
- 4月 - 入学式、対面式
- 5月 - 遠足（1,2年）・修学旅行（3年）
- 9月 - 体育大会、
- 11月 - 合唱コンクール
- 3月 - 終業式・卒業式・離任式

## 部活動
運動部
- 野球（男）
- ソフトボール（女）
- サッカー（男・女）
- 陸上（男女合同）
- バスケットボール
- バレーボール（女）
- テニス（男・女）
- 卓球（男・女）→ホスト校 袋井市立周南中学校
- 剣道（男・女）
- 水泳（男・女）

文化部
- 吹奏楽
- 美術
- 園芸